# Hanspeter Gondring

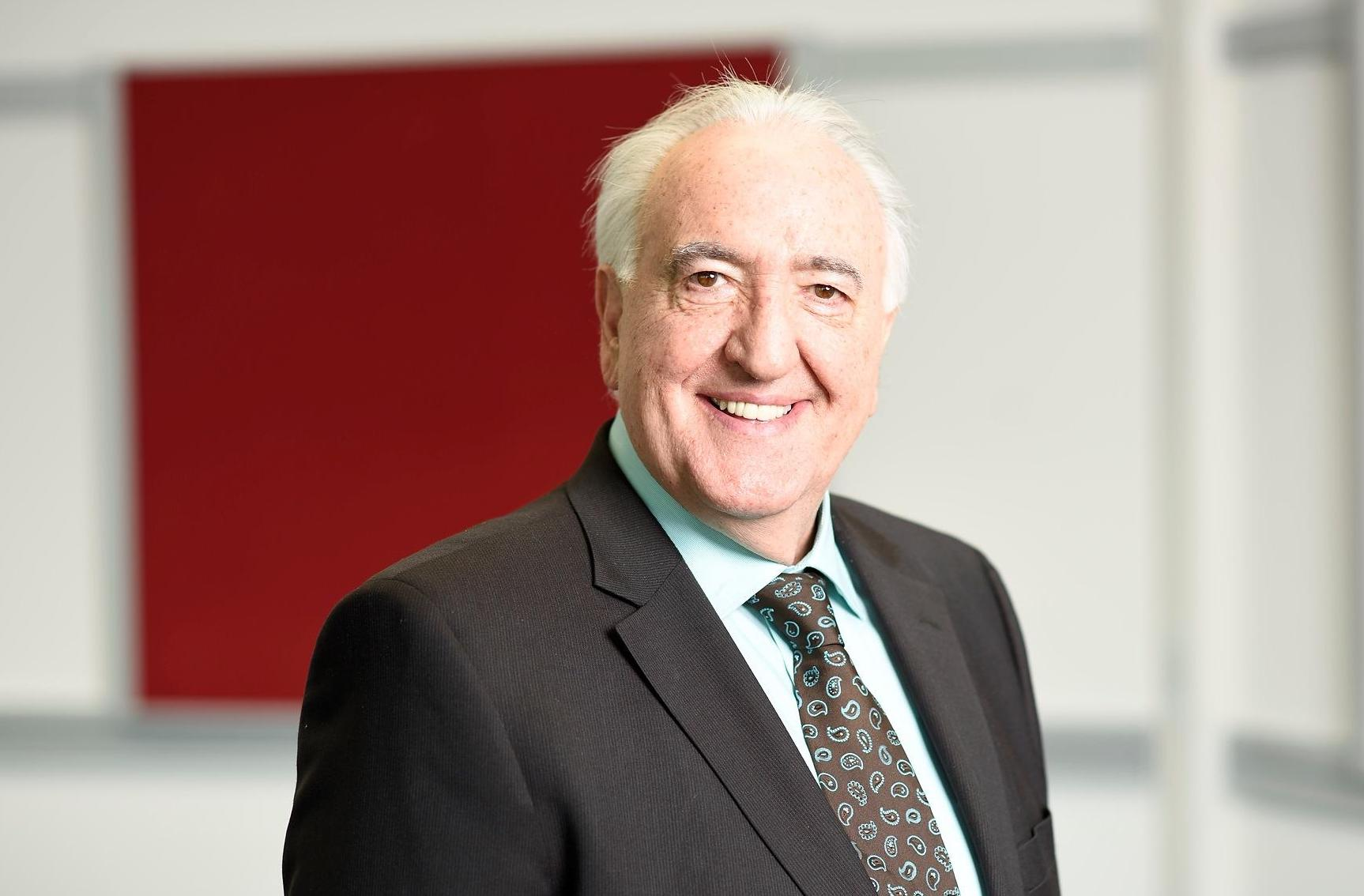
Hanspeter Gondring

Hanspeter Gondring (* 16. November 1953 in Trier) ist ein deutscher Wirtschaftswissenschaftler und Hochschullehrer für Betriebswirtschaftslehre mit der Vertiefung Immobilienwirtschaft.

## Werdegang
Gondring begann nach abgeschlossener Banklehre und Bundeswehrdienst 1976 ein Studium der Wirtschafts- und Sozialwissenschaften an der Universität Trier, wo er sein Grundstudium mit dem Vordiplom abschloss. Danach studierte er Volkswirtschaftslehre, Betriebswirtschaftslehre, Wirtschaftspädagogik und Philosophie an der Johannes Gutenberg-Universität Mainz und an der Goethe-Universität Frankfurt am Main unter anderem bei Bertram Schefold,  Adolf Moxter und Bernd Rudolph, bei dem er seine Diplom-Arbeit zum Thema „Entwicklung von mathematischen Methoden zur Messung von Steuereffekten in den Kapitalkostenmodellen“ schrieb. 
Nach den Abschlüssen absolvierte er ab 1980 ein Referendariat bei der Deutschen Bundesbank. Von 1982 bis 1986 war er wissenschaftlicher Mitarbeiter am Lehrstuhl für Kreditwirtschaft (Johann Heinrich von Stein) der Universität Hohenheim, forschte dort im Bereich der internationalen Kapitalmärkte und veröffentlichte zu diesem Thema wissenschaftliche Aufsätze. Seine wissenschaftliche Tätigkeit und Forschungsarbeit beendete er mit der Promotion zum Doktor der Wirtschaftswissenschaften mit Thema der Neuen Institutionenökonomie als Erklärungsansatz für die Kausalität von Finanzinnovationen und Bankenregulierung am Beispiel der USA.
1987 wechselte er zum Rheinischen Sparkassen- und Giroverband nach Düsseldorf, wo er das Ressort „Geschäfts- und Sparkassenpolitik“ leitete. 1991 war er beim Sparkassen- und Giroverband Hessen-Thüringen als Verbandsgeschäftsführer und zuletzt als Vizepräsident tätig.
1997 erfolgte seine Berufung zum Professor für Betriebswirtschaftslehre mit der Vertiefung Immobilienwirtschaft an der heutigen staatlichen Dualen Hochschule Baden-Württemberg in Stuttgart. Dort baute er den Studiengang Immobilienwirtschaft innerhalb der Fakultät Wirtschaft auf, dessen Studiengangsleiter er bis heute ist. Ebenfalls ist er Studiengangsleiter des Studiengangs Versicherung und als Studiendekan zuständig für das Studienzentrum Finanzwirtschaft. 
1998 gründete er die ADI Akademie der Immobilienwirtschaft, deren geschäftsführender Gesellschafter und wissenschaftlicher Leiter er ist.
Für seinen Verdienst um die akademische Ausbildung in der Immobilienwirtschaft verlieh der britische Immobilienverband RICS ihm 2000 den Titel Fellow of The Royal Institution of Chartered Surveyor.
Gondring verfasste einige Standardwerke der Immobilienwirtschaft, die heute die Grundlagen für die akademische Ausbildung immobilienwirtschaftlicher Fächer bilden. Gemeinsam mit der Hochschule für Wirtschaft und Umwelt Nürtingen, hat er einen Master of Business Administration (MBA) Real Estate aufgesetzt, dessen wissenschaftlicher Leiter er ebenfalls ist.
Zudem ist er Initiator und Mitherausgeber der Zeitschrift für immobilienwirtschaftliche Forschung und Praxis (ZfiFP).

## Veröffentlichungen (Auswahl)
- Finanzmärkte im Wandel. Struktur- und Marktveränderungen im Finanzsystem der USA. Dissertation. Knapp, Frankfurt a. M. 1989, ISBN 978-3-7819-0429-3.
- mit Rolf Gerlach: Sparkassenpolitik. Umfeld und Perspektive. Deutscher Sparkassenverlag, Stuttgart 1994, ISBN 978-3-09-301167-2.
- als Hrsg. mit Eckhard Lammel: Handbuch der Immobilienwirtschaft. Gabler, Wiesbaden 2001, ISBN 978-3-409-11430-1.
- als Hrsg. mit Edgar Zoller, Josef Dinauer: Real Estate Investment Banking. Neue Finanzierungsformen bei Immobilieninvestitionen. Gabler, Wiesbaden 2003, ISBN 978-3-409-12198-9.
- Risiko Immobilie. Methoden und Techniken der Risikomessung bei Immobilieninvestitionen. Oldenbourg, München/Wien 2007, ISBN 978-3-486-58304-5.
- Zukunft Immobilien. Megatrends des 21. Jahrhunderts. Köln 2012
- Immobilienwirtschaft. Handbuch für Studium und Praxis. 3. Aufl., Vahlen, München 2013, ISBN 978-3-8006-4572-5.
- mit Thomas Wagner: Studienbuch Real Estate Asset Management. Handbuch für Studium und Praxis. 2. Aufl., Vahlen, München 2015, ISBN 978-3-8006-4924-2.
- Versicherungswirtschaft. Handbuch für Studium und Praxis. Vahlen München 2015, ISBN 978-3-8006-4926-6.
- mit Thomas Wagner: Studienbuch Faciliy Management. 3. Aufl., Vahlen, München 2018, ISBN 978-3-8006-5590-8.